# NGC 3937
NGC 3937 је елиптична галаксија у сазвежђу Лав која се налази на NGC листи објеката дубоког неба.
Деклинација објекта је + 20° 37' 54" а ректасцензија 11h 52m 42,6s. Привидна величина (магнитуда) објекта NGC 3937 износи 12,5 а фотографска магнитуда 13,5. NGC 3937 је још познат и под ознакама UGC 6851, MCG 4-28-81, CGCG 127-88, PGC 37219.